# اورتون سانتوس
اورتون سانتوس (به پرتغالی: Everton Leandro dos Santos Pinto) مهاجم اهل برزیل است که در شهر سائو خوزه دوس کامپس و در تاریخ ۱۴ اکتبر ۱۹۸۶ به دنیا آمده‌است.
اورتون سانتوس در تیم‌های فوتبال Santo André سابقهٔ حضور دارد.